# Морет (коммуна)
Моретт (фр. Morette) — коммуна во Франции, находится в регионе Рона — Альпы. Департамент коммуны — Изер. Входит в состав кантона Сюд Грезиводан. Округ коммуны — Гренобль.
Код INSEE коммуны — 38263. Население коммуны на 2012 год составляло 399 человек. Населённый пункт находится на высоте от 280  до 761  метров над уровнем моря. Муниципалитет расположен на расстоянии около 470 км юго-восточнее Парижа, 75 км юго-восточнее Лиона, 25 км северо-западнее Гренобля . Мэр коммуны — Од Пикар-Вольф, мандат действует на протяжении 2014—2020 гг.
Динамика населения (INSEE):